# Coulis

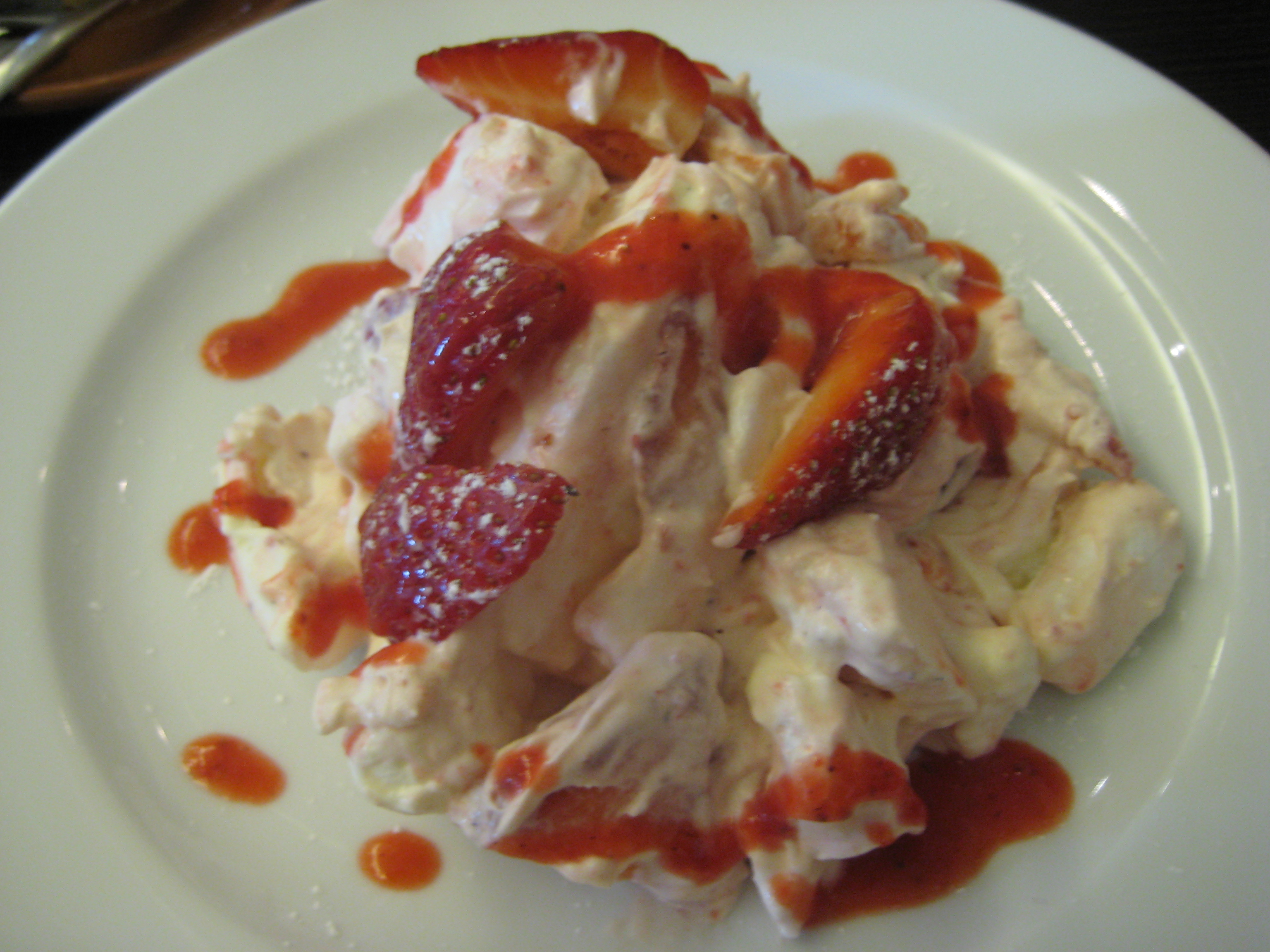
Eton Mess mit Erdbeercoulis

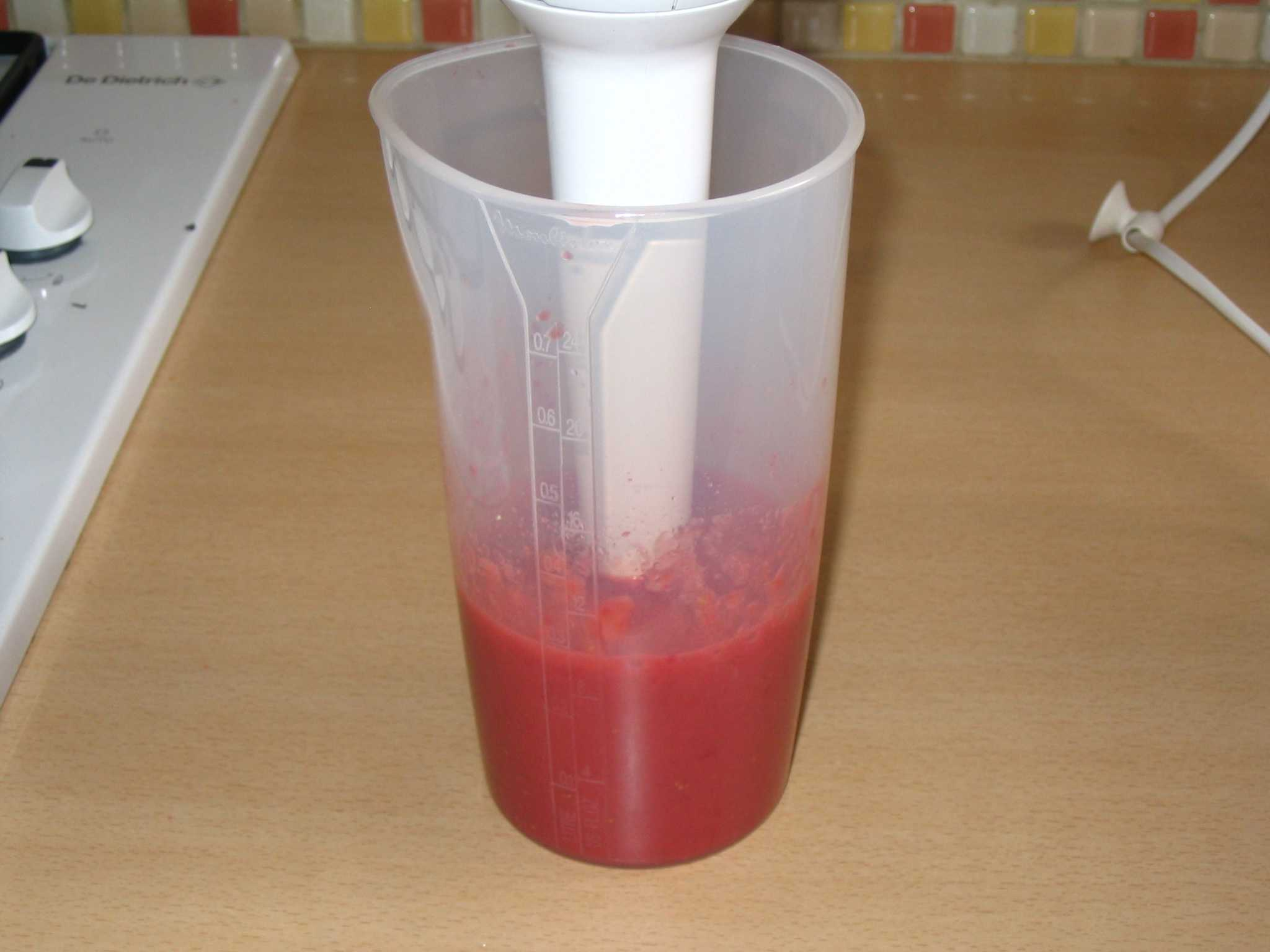
Erdbeeren pürieren für Coulis

Ein Coulis [kuˈliː] (von französisch couler = fließen) ist eine Püreesauce von Gemüse, Obst, Kartoffeln, Hülsenfrüchten oder Fleisch, deren Bindigkeit zwischen Saft und Mus liegt. Die Bindung wird durch die Hauptbestandteile selbst erzielt und kann durch stärkehaltige Rohstoffe verbessert werden, insbesondere durch Kartoffeln und Hülsenfrüchte, aber auch durch mitgegartes Wurzelgemüse. 
Das wohl bekannteste Coulis ist das Tomatencoulis (coulis de tomates). Tomaten werden enthäutet, geteilt, entkernt, püriert und mit Salz, weißem Pfeffer und Zitrone gewürzt.
Coulis ist zum Beispiel die Grundlage einer Bisque.
Bei der Herstellung eines Coulis kann bei bestimmten Lebensmitteln Wasser zum besseren Pürieren verwendet werden, beispielsweise bei Erbsencoulis oder anderen Lebensmitteln mit wenig eigenem Wasser- oder hohem Stärkeanteil.